# Munroidendron racemosum
Munroidendron racemosum là một loài thực vật có hoa trong Họ Cuồng cuồng. Loài này được (C.N.Forbes) Sherff mô tả khoa học đầu tiên năm 1952.